# Fenyuan
Fenyuan (芬園鄉S, Fēnyuán XiāngP) è un comune di Taiwan, situato nella provincia di Taiwan e nella contea di Changhua.